# ブランシュ・モニエ
ブランシュ・モニエ（Blanche Monnier,1849年3月1日 – 1913年10月13日）は、フランス・ポワチエ生まれのソーシャライトである。フランスでは、la Séquestrée de Poitiers（意訳では「ポアチエの監禁女性」）として知られている。
美貌に恵まれ、パリ社交界の花形として知られていた。しかし、母親の意向に沿わない結婚を望んだことなどが原因となって、1876年から25年間日の当たらない自邸の屋根裏部屋に監禁されていた。1901年、匿名での手紙による告発で監禁の事実が発覚して救出された。しかし、長期間劣悪な環境での生活を強いられたことで肉体的にも精神的にも衰弱し、正気を取り戻さないままで1913年に死去した。アンドレ・ジッドは彼女の事件を題材として『La Séquestrée de Poitiers』（1930年）を発表している。

## 経緯
1849年、ポアチエの生まれ。モニエ家は貴族の流れを汲む古来からの名家で、兄マルセルと彼女との2人兄妹であった。美貌に恵まれ、成長するとパリ社交界の花形として知られるようになった。
ブランシュの美貌は多くの求婚者を惹きつけ、母ルイーズは裕福な男性との結婚を強く望むようになった。しかし1876年、27歳となったブランシュは年上の貧しい弁護士との結婚を希望した。母は「文無しの弁護士」との結婚は認めないと主張し、2人は激しく衝突した。
ルイーズはブランシュの反抗を封じる手段として、自邸の屋根裏部屋に監禁した。この部屋は狭い上に、陽射しが射し込むことさえなかった。ルイーズと兄マルセルは表向きにはブランシュの失踪を嘆くふりをして周囲を欺いた。そしてブランシュが結婚を希望した弁護士は、彼女の行方を知らされないままで1885年に急死した。
ブランシュは暗くて狭い屋根裏部屋に監禁され、飢餓状態で過ごすことを強いられた。屋根裏部屋は残飯と自らの排泄物などで腐敗し、悪臭が漂う中で虫が走り回るありさまだった。彼女はやせ細り、体重は辛うじて25キログラム程度であった。
事件が発覚したのは1901年のことであった。この年の5月23日、司法長官あてに匿名の手紙が届いた。その内容はおおよそ次のようなものであった。
司法長官様、重大な事件について謹んでお知らせいたします。ある未婚女性がモニエ夫人の家で25年にわたって監禁されています。その女性は飢餓状態であり、腐敗して悪臭を放つゴミの中で、自らの汚物にまみれて辛うじて生きています。
捜査の結果、ブランシュは救出された。そして悲惨な状況が明らかになった。捜査に立ち会った警官の1人は、次のように証言した。
「この不運な女性は、腐った藁の敷物の上で全裸で横たわっていた。彼女の周囲には排泄物や肉、野菜、魚や腐ったパンなどが固まって堆積していた。ベッド周りには牡蠣の貝殻が散乱し、害虫が走り回っていた。部屋の空気は悪臭のために耐えがたく、そこに長くとどまって調査を続行できないほどであった。」
母ルイーズと兄マルセルは逮捕された。逮捕後、ルイーズは病気となり15日後に死去した。マルセルは有罪判決を受けたが、妹への配慮を示した書簡の存在に加えて、非干渉主義と悪臭に対する常軌を逸した嗜好などの精神障害などによって後に無罪となった。
救出後のブランシュは、精神的にも肉体的にも衰弱しきっていた。神経性食欲不振症や統合失調症などと診断され、ブロアの精神病院で療養を続けた。この病院内で彼女は1913年10月13日に死去した。
アンドレ・ジッドは重罪院で裁かれる犯罪事件に関心を寄せていて、その裁判経過を記録するかたちのノンフィクションを数編執筆している。ジッドはブランシュの事件も題材として扱い、『La Séquestrée de Poitiers』（1930年）を発表した。作品中で彼女は「メラニー」、兄マルセルは「ピエール」、母ルイーズは「バスティアン・ド・シャルトルー」という仮名で呼ばれている。